# الخطوط الجوية الدولية الباكستانية الرحلة 740
الرحلة 740 للخطوط الجوية الباكستانية الدولية (بالإنجليزية: Pakistan International Airlines Flight 740) كانت رحلة مخصصة لنقل الحجاج من مدينة كانو في نيجيريا إلى كراتشي في باكستان، مع توقف وسيط في مدينة جدة، المملكة العربية السعودية. وقد شغلت الخطوط الجوية الباكستانية هذه الرحلة، في 26 نوفمبر 1979، تحطمت طائرة وهي من طراز بوينغ 707-340C بعد وقت قصير من إقلاعها من مطار جدة الدولي. أسفر الحادث عن مقتل جميع من كانوا على متن الطائرة، وعددهم 156 شخصًا.

## الطائرة
كانت الطائرة من طراز بوينغ 707-340C ويبلغ عمرها تسع سنوات، وتحمل الرقم التسلسلي 20275 ورقم التصنيع 844. صُنعت عام 1970 وأجرت أول رحلة لها في 30 يوليو من العام نفسه. وبعد عشرة أيام، وتحديدًا في 10 أغسطس، تم تسليمها إلى الخطوط الجوية الدولية الباكستانية وسُجلت تحت الرمز AP-AWB. وفي عام 1972، أُعيد تسجيلها باسم AP-AWZ بعد أن أُجِّرت لعدة أشهر لشركة طيران أخرى. بلغت عدد ساعات طيران هيكل الطائرة عند وقوع الحادث 30,710 ساعة.

## الحادث
تُظهر صورة الطائرة المعنية في الحادث بتاريخ 1 مارس 1972، حينما كانت لا تزال مستأجرة لصالح الخطوط الجوية البريطانية كاليدونيان.
كانت الطائرة تُسيّر الرحلة رقم 740 من جدة إلى كراتشي، وعلى متنها حُجاج عائدون من أداء فريضة الحج. بلغ عدد الركاب 145 راكبًا، إضافة إلى 11 فردًا من طاقم الطائرة، ليصبح المجموع 156 شخصًا. أقلعت الرحلة من مطار جدة عند الساعة 01:29 بعد منتصف الليل، وبدأت الصعود نحو الارتفاع المخطط له وهو 37,000 قدم (11,000 متر). ظهرت أولى علامات الطوارئ بعد 21 دقيقة من الإقلاع، أي عند الساعة 01:47، حين أبلغت إحدى المضيفات قائد الطائرة باندلاع حريق في الجزء الخلفي من المقصورة.
أبلغ الطاقم برج المراقبة الجوي بالحالة الطارئة على متن الطائرة، وبدأوا هبوطًا اضطراريًا من ارتفاع 30,000 قدم (9,100 متر)، وحصلوا على إذن للهبوط إلى ارتفاع 4,000 قدم (1,200 متر). طلب قائد الطائرة العودة إلى جدة بسبب انتشار الدخان في المقصورة وقمرة القيادة. وعند الساعة 02:03، أرسل الطاقم إشارة استغاثة، وتمكن برج المراقبة في جدة من سماع الطيار وهو يصيح "ماي داي! ماي داي!" قبل أن ينقطع الاتصال اللاسلكي.
وبعد نحو دقيقة من هذه الإشارة، تحطمت الطائرة في منطقة صخرية تقع على بُعد 48 كيلومترًا (30 ميلًا؛ 26 ميلًا بحريًا) شمال مدينة الطائف، وعلى ارتفاع 3,000 قدم (910 أمتار). لقي جميع من كانوا على متن الطائرة حتفهم. ولا يزال هذا الحادث، حتى اليوم، ثالث أكثر حوادث الطيران دموية في تاريخ المملكة العربية السعودية، وثالث أكثر حوادث طائرات بوينغ 707 دموية على الإطلاق.

## السبب
كان سبب الحادث اندلاع حريق أثناء الطيران داخل المقصورة، والذي أدى إلى فقدان الطاقم لقدرته على التحكم بالطائرة بسبب شدته وسرعة انتشاره. لم تُحدد الأسباب الدقيقة لاندلاع الحريق، ولكن من المرجح أن يكون نتيجة تسرب للغاز أو الكيروسين من أحد مواقد الحُجاج المحمولة. وربما حدث التسرب نتيجة لانخفاض الضغط داخل المقصورة. كما تم النظر في احتمال وجود خلل في الدوائر الكهربائية كمصدر للاشتعال، إلا أنه لم يُثبت ذلك بسبب تصميم أنظمة الكهرباء وأجهزة الحماية في الطائرة. وقد تم استبعاد العمل الإرهابي، حيث لم يُعثر على أي دليل على وجود متفجرات أو مواد حارقة.

## روابط خارجية
- تفاصيل الحدث  في شبكة سلامة الطيران